# 地蔵院 (幸手市)
地蔵院（じぞういん）は、埼玉県幸手市にある真言宗豊山派の寺院。

## 歴史
1183年（文治3年）、政義の開基である。政義は下河辺荘の庄司行平の弟である。政義はある夜に霊夢を見て、子育地蔵尊を高野山より勧請して、「西の坊」と呼ばれる学寮に安置したのが起源である。その後、西の坊は荒廃したが、1321年（元亨元年）に領主の源親泰によって再建され、「松林山坊合寺」と名付けた。永享年間（1429年 - 1441年）、一色頼氏の妻「梶の戸御前」が頼俊阿闍梨を迎えて中興した。その際に院号として「地蔵院」が与えられた。
江戸時代は、近隣では最も大きな寺院として栄えていた。しかし1869年（明治2年）の火災で庫裏を残して灰塵に帰してしまった。1901年（明治34年）に本堂が再建された。また1912年（明治45年）に同市木立にあった「正覚院」を合併している。正覚院は天慶年間（938年 - 947年）に創建された藤原秀郷を開基とする寺院であったが、明治期には半ば廃寺化していた。

## 交通アクセス
- 路線バス吉田橋停留所より徒歩5分。